# Journal of Economics
Das Journal of Economics (ISO 4: J. Econ.) ist eine wissenschaftliche Fachzeitschrift mit Peer-Review-Verfahren mit einem Schwerpunkt auf mathematischer mikroökonomischer Theorie, teilweise auch Makroökonomie. Sie wurde im Februar 1930 als Zeitschrift für Nationalökonomie (ISO 4: Z. Nationalökon.) erstmals veröffentlicht. Pro Quartal erscheint ein Band, der aus drei monatlich erschienenen Nummern besteht.

## Geschichte
Der erste Herausgeber war Hans Mayer, Anhänger der österreichischen Schule. Als ideelle Vorläuferin der Zeitschrift bezeichnet er die 1892 gegründete Zeitschrift für Volkswirtschaftslehre, Sozialpolitik und Verwaltung (1921–1927 Zeitschrift für Volkswirtschaft und Sozialpolitik). Ab 1986 wurde der Titel Journal of Economics gewählt, Zeitschrift für Nationalökonomie blieb als Untertitel erhalten. Die Zeitschrift erscheint in der Wiener Niederlassung von Springer Science+Business Media.

## Redaktion
Der aktuelle Herausgeber ist Giacomo Corneo, im Herausgeberkreis sitzen aus dem deutschsprachigen Raum noch Helmut Bester, Felix Bierbrauer, Roland Strausz und Klaus Wälde.

## Rezeption
Im Jahr 2018 wird der Impact Factor mit 1.141 angegeben. Eine Studie der französischen Ökonomen Pierre-Phillippe Combes und Laurent Linnemer sortiert das Journal mit Rang 139 von 600 wirtschaftswissenschaftlichen Zeitschriften mit B in die vierte von sechs Kategorien ein. Im Ranking des Handelsblattes befand sich die Zeitschrift 2013 und 2015 in der zweit-niedrigsten Kategorie C.